# Botarro
 (juin 2011).
Si vous disposez d'ouvrages ou d'articles de référence ou si vous connaissez des sites web de qualité traitant du thème abordé ici, merci de compléter l'article en donnant les références utiles à sa vérifiabilité et en les liant à la section « Notes et références ».
Remus Botar Botarro est un artiste peintre et un sculpteur roumain né le 28 mai 1946 à Abrud, Alba, dans le Nord de la Roumanie.

## Biographie
Remus Botar Botarro fait des études de Beaux Arts, et réalise ses premières œuvres en 1963. Diplômé par le ministère de la Jeunesse et du Sport et par le CONI, il devient expert en restauration d’art. Dès 1983, il se fait remarquer par les médias et la critique, qui le déclarent « phénomène dans l’art plastique »
Il est présenté par les experts, les critiques et les historiens d’art (B. Brezianu, Geist, R. Ionescu, H. Puschnik, P. Rezeanu, V. Craciun), aussi bien que par les médias internationaux, comme successeur artistique et continuateur de l’art de Constantin Brâncuși : « un second Brâncuși ».

## Barbu Brezianu
Barbu Brezianu (historien d'art expert en Brâncuși) Botarro est regardé comme un innovateur ayant poussé les représentations sculpturales jusqu'à une nouvelle étape dans l’univers artistiques. Selon le concept Botarro, la substance de base utilisée dans la sculpture est nécessairement le rêve: « un composé surnaturel parfait, d’origine cosmique, lequel se matérialise en formes sculpturales visibles, par le concours laborieux de l’artiste » Ainsi, le sculpteur dépasse l’étape simplement abstraite de la réduction de l'œuvre et ouvre les portes vers les hauts secrets cosmiques inscrites dans l’intérieur intime de chaque forme concrète représentent, en finale, un rêve matérialisé spécifiquement accessible à la perception. Dans l'école de Pythagore on enseigne que la communication avec l’Univers s'effectue uniquement pendant le rêve, moment où l'âme s'éveille. Pourtant, le mécanisme des rêves n’est pas encore bien compris, bien que la question soit posée depuis toujours, comme le prouvent les innombrables recherches et écrits qui existent. « Mais, comme que le rêve subsiste incontestablement au niveau terrestre et identiquement au niveau interstellaire, nous devons l’utiliser avec sensibilité créative totale, en le transformant en œuvres inspirées entièrement par le message cosmique.» Pour les grands maîtres l’art débute là où le quotidien s’arrête. Pour Botarro l’art commence là où les rêves se matérialisent en magistrales configurations eurythmiques - en œuvres touchables exprimées en marbre, bronze et bois.
- « La mission de l'art n'est pas de copier la nature, mais de l'exprimer ! Tu n'es pas un vil copiste, mais un poète ! Autrement un sculpteur serait quitte de tous ses travaux en moulant une femme ! Hé bien ! essaie de mouler la main de ta maîtresse et de la poser devant toi, tu trouveras un horrible cadavre sans aucune ressemblance, et tu seras forcé d'aller trouver le ciseau de l'homme qui, sans te copier exactement, t'en figurera le mouvement et la vie. Nous avons à saisir l'esprit, l'âme, la physionomie des choses et des êtres. Et le rêve ! » (Honoré de Balzac Le Chef-d’œuvre inconnu)
- « L’Esprit de Rêve engendre les galaxies, la vie et les arts ! » (Botarro)
- « Lorsqu'on rêve tout seul, ce n'est qu'un rêve alors que lorsqu'on rêve à plusieurs c'est déjà une réalité. L'utopie partagée, c'est le ressort de l'Histoire. » (Dom Helder Camara)

## Art et Poésie
En 1957, la rencontre à Cluj avec le médecin Orban Elemer, un des meilleurs amis de son père Joseph, va être déterminante pour Botarro. Orban lui fait découvrir les poètes latins et nippons, les grands artistes français et italiens, lui ouvre sa bibliothèque personnelle. Botarro écrit ses premiers poèmes à l'âge de 11 ans. Les textes seront très souvent illustrés par surprenants dessins réalisées par lui-même.
Plus tard il publie plusieurs poèmes dans les magazines: "Ramuri", "Flacara", "Scanteia Tineretului - Cultural" , "Saptamina", " Cantarea Romaniei", "Revista Pentru Patrie", etc. En Roumanie, et deviens amie avec les grands poètes Nichita Stănescu, Adrian Păunescu, avec les journalistes Aurel Perva, Victor Nita, Alexandru Iancu, Ioan Uricariu et autres. Aujourd’hui le sculpteur est également considéré un poète haïdjin remarquable, axée particulièrement sur le technique haïku moderne.

## Expositions

### Musées
- le Cabinet Brâncuși
- le Musée d’art Craiova (Roumanie)
- le Musée Autrichien de la Pierre / Steinmetz Muséum Zogelsdorf (Autriche)
- le Musée Régional de Gorj (Roumanie)
- le Musée d’Art de Târgu Jiu (ville natale de Brâncuși)
- le Musée Municipal du Horn (Autriche)
- plusieurs Ambassades, Instituts de la Culture et Galeries d’art Européennes de grand prestige
- 2007: exposition à Monaco. Pour la première fois en Principauté, six ouvrages originaux de Brâncuși ont été présentés, ensemble avec 25 œuvres d'art de l'artiste. Un portrait du Prince Albert II de Monaco, grandeur nature, a été offert en don à son Altesse Sérénissime par l'organisatrice de l'exposition, Mme Angela Foster, Consul Honoraire de Roumanie en Principauté de Monaco
- 2009 : Le Musée de l’Ancien École Brand (Autriche)
- 2010 : Les Anciens Salines Royales, Dieuze-Moselle (France)

## Monuments
- Monument US Air Force à Sinaia, en Roumanie, réalisé en coopération avec le Ministère de la Sécurité nationale, l’ambassade des États-Unis, la mairie et la FFRI[Quoi ?] sous le patronage honorifique de la présidence roumaine
- Monument aux Héros français, inauguré le 9 novembre 1998 par Jean-Pierre Masseret, secrétaire d’État français aux Anciens Combattants et Victor Babiuc, ministre de la Défense de Roumanie, à Dieuze (Moselle), sous le patronage honorifique de la présidence française, œuvre d’art « symbole de l’amitié franco-roumaine et de l’identité culturelle européenne ».
- Monument public dédié aux soldats hongrois tombés à Sighișoara en Roumanie pendant la Seconde Guerre mondiale réalisé en coopération avec le Ministère de la Défense, l’Ambassade hongroise à Bucarest et la mairie de Sighisoara, sous le patronage du gouvernement.
- Monument Brâncuși et le parc Constantin Brâncuși à Bucarest (2001) en coopération avec le Ministère de la Culture, la FFRI et la mairie générale de Bucarest, sous le haut patronage du Premier ministre roumain Adrian Năstase
- Monument aux soldats américains (2002) dans le parc Cișmigiu à Bucarest (Roumanie), monument enregistré au patrimoine national de la capitale
- Mémorial aux soldats roumains tombées en Autriche, à Sommerein en Autriche (2005), réalisé en coopération avec les autorités autrichiennes, l’ambassade roumaine à Vienne, la Direction générale pour le culte aux héros, la "Croix Noire" autrichienne et le ministère de la Défense
- Monument Donatus en Basse-Autriche, avec le soutien de l’historien d'art Barbu Brezianu.
- Monument In Memoriam Constantin Brâncuși, Paris, France, (initiateur du projet le sculpteur Botarro), réalisé en coopération avec le gouvernement, le ministère de la Culture, l’ambassade roumaine à Paris, la Direction générale pour le Patrimoine, la RATP, et la FFRI.

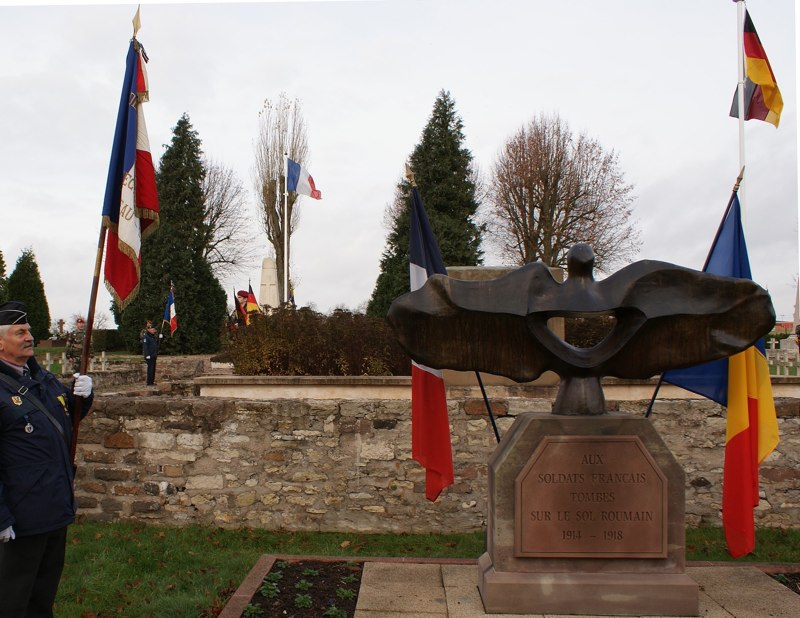
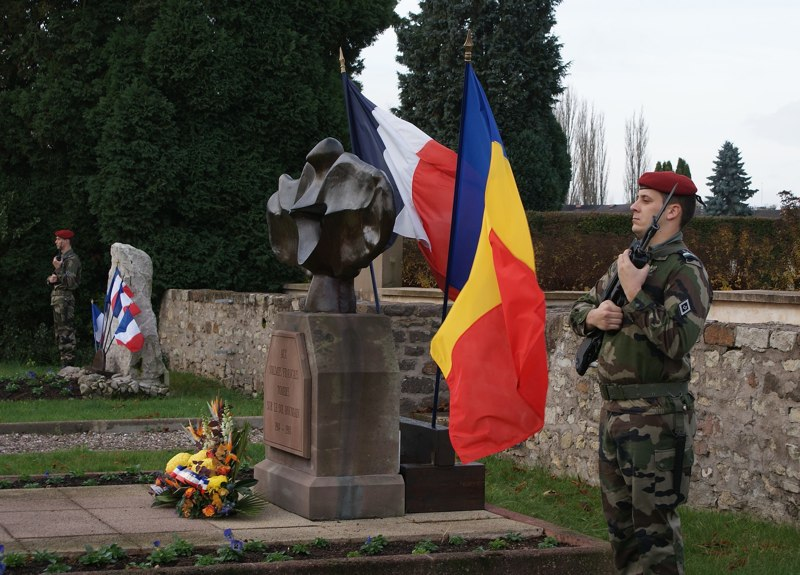

## Diplômes, médailles et décorations
- Trois diplômes de mérite et reconnaissance pour l’exceptionnelle activité culturelle en Roumanie, dans les années 1980
- Le premier prix pour la meilleure création surréaliste, FFRI 1993
- Diplôme Première Place pour la meilleure création plastique, Le Concours National de Sculpture, Peinture et Artisanat : FFRI 1995
- Diplôme pour la Meilleure Sculpture Moderne, LKR 1997 « L’Art et la Créativité Contemporaine, LKR / Sinaia »
- Médaille de Reconnaissance de la Fondation Franco Roumaine Internationale pour 10 ans d’activité méritoire, La Direction Pour la Culture, 2003
- Diplôme d’honneur de la Mairie de Târgu Jiu, Roumanie, durant le « Symposion Brâncuși 2007 ».
- Diplôme et la Médaille de Mérite Exceptionnelle, offert par La Ligue Culturelle Pour l’Unité des Roumains, pendant le "Centenaire Brâncuși 2010", événement culturel de grand prestige organisé avec le concours de la Commission Nationale UNESCO et de l’Académie Roumaine.
- Diplôme et Médaille d’honneur de la Ville de Dieuze – Moselle, République Française, 2010

## Le concept Botarro
Le sculpteur Remus Botar Botarro, considéré comme « un second Brâncuși » par son talent et ses productions artistiques, est aussi un symbole de l’identité culturelle européenne. Né en Roumanie, il travaille à Vienne et à Paris. Il a été invité à exposer ses sculptures dans plusieurs capitales européennes ainsi que dans plusieurs pays à travers le monde.
Ses sculptures qui ont la profondeur de Jérôme Bosch et la fantaisie de Salvador Dalí le font regarder comme un artiste majeur. À la suite d'Auguste Rodin et de Brâncuși il a aussi sculpté son "Baiser" présenté par les critiques et la presse comme étant celui de la troisième génération.
Auteur de monuments publics dans plusieurs capitales en Europe, il est aussi l'inventeur du concept auquel il a donné le nom de "l'Habitat de l'Avenir" . Le Concept Botarro consiste à transformer l'espace immobilier habité en une œuvre d'art unique dans sa création, en harmonie et en relation étroite avec son occupant, lui conférant ainsi une valeur d'exception.
Au cours du XXe siècle, Le Corbusier et Jean Prouvé ont aussi exploré l'idée d'harmonie entre l'Homme et son habitat par la recherche du bien-être de l'occupant.
Mais aujourd'hui, l'idée de Botarro est d'intégrer cet "Espace Unique" dans le patrimoine reconnu par les experts, les critiques d'art et les historiens d'art et de lui donner une valeur marchande reconnue par les acteurs du marché de l'Art.